# Ница Монферато
Ница Монферато (итал. Nizza Monferrato) је насеље у Италији у округу Асти, региону Пијемонт.
Према процени из 2011. у насељу је живело 8633 становника. Насеље се налази на надморској висини од 144 м.

## Становништво
Према резултатима пописа становништва 2011. у општини је живело 10.372 становника.
| 1936. | 1951. | 1961. | 1971.  | 1981.  | 1991.  | 2001.  | 2011.  |
| ----- | ----- | ----- | ------ | ------ | ------ | ------ | ------ |
| 9.041 | 8.672 | 9.147 | 10.118 | 10.238 | 10.031 | 10.019 | 10.372 |

## Партнерски градови
- Савињано сул Рубиконе